# Paul Nivet
Paul Nivet est un acteur français né en décembre 1986. Il s'est surtout illustré dans le monde du doublage, prêtant sa voix à de nombreux personnages de dessin animé à la fin des années 1990. 

## Doublage (liste sélective)

### Films
- Jerry Maguire (1997) : Ray Boyd (Jonathan Lipnicki)
- Lapitch, le petit cordonnier (sorti directement en vidéo, 1997) : Lapitch
- Ma meilleure ennemie (1998) : Ben Harrison (Liam Aiken)
- Babe 2, le cochon dans la ville : Thoug Pup, Easy
- Ainsi va la vie (1998) : Travis (Cameron Finley)
- La Mouette et le Chat (1998) : Yoyo
- Winnie l'ourson : Joyeux Noël (sorti directement en vidéo, 1999) : Jean-Christophe
- Toy Story 2 (1999) : Andy
- Gloria : Nicky (Jean-Luke Figueroa)
- Pinocchio et Gepetto (1999) : Luminion (Ben Ridgeway)
- Le Roi et moi (1999) : Louis Loenowens
- Babar, roi des éléphants (1999) : Arthur enfant
- Le Géant de fer (1999) : Hogarth Hughes
- Les Aventures de Tigrou (2000) : Jean-Christophe
- Terminator 3 : Le Soulèvement des machines (2003) : William Anderson (Brian Sites)
- Toy Story 3 (2010) : Andy

### Séries télévisées
- Le Bus magique (1994-1997) : Raphaël
- Chérie, j'ai rétréci les gosses (1997-2000) : Nick Szalinski

### Séries animées
- Hé Arnold ! (1996-2004) : Gérald Johanssen, Oskar enfant